# Gérard Lesne
Répertoire
Musique baroque
Gérard Lesne est un contreténor français né le 15 juillet 1956 à Montmorency.

## Biographie
Autodidacte, après détours virtuoses et expériences riches dans divers champs et styles musicaux. Il se passionne pour le répertoire baroque et médiéval. S'ensuivent des rencontres décisives, avec René Clemencic pour un approfondissement du répertoire médiéval européen, William Christie qui lui fait découvrir les subtilités de l’art français baroque, de Charpentier à Couperin, enfin avec Philippe Herreweghe, qui lui enseigne la rigueur de la musique allemande, notamment celle de Bach.
Il fonde Il Seminario Musicale en 1985 : composé de musiciens de premier ordre, à géométrie variable. Cet ensemble permet à Gérard Lesne d’explorer, de défendre et de faire découvrir, en particulier, les répertoires baroques français, italien, anglais et germanique. Fabio Biondi, Blandine Rannou, Patrick Cohen-Akenine, Bruno Cocset, Benjamin Perrot, Florence Malgoire et Violaine Cochard ont participé ou participent encore aujourd’hui à cet ensemble.
Par ailleurs, Gérard Lesne a mené une carrière de soliste, sous la direction de Philippe Herreweghe, Jordi Savall, William Christie, Marc Minkowski, René Jacobs, Gustav Leonhardt, Sigiswald Kuijken ou encore Jean-Claude Malgoire. 
Il est également, en soliste, invité d'orchestres symphoniques, notamment l’Orchestre national du Capitole de Toulouse, dans des répertoires modernes et contemporains (Orff, Schnittke, Britten, etc.). 
Parmi ses partenaires de chant, il faut citer Thomas Hampson, Natalie Dessay, Paul Agnew, Patricia Petibon, Sandrine Piau, Laurent Naouri, Philippe Jaroussky, Anthony Rolfe-Johnson, Véronique Gens, Peter Harvey, etc.
Gérard Lesne s’est déjà produit dans les opéras suivants : (Opéra de Paris, théâtre des Champs-Élysées de Paris, La Fenice de Venise, Opéra national de Lyon, théâtre du Châtelet, Teatro San Carlo de Naples, Tokyo Opera City, etc.) de concert (Barbican de Londres, Concertgebouw d’Amsterdam, Konzerthaus et Musikverein de Vienne, Fondation Gulbenkian de Lisbonne, Philharmonie de Madrid, Konzerthaus de Berlin, Lincoln Center de New York, etc.), dans les festivals les plus prestigieux (Ambronay, Boston, Lanaudière, Aix-en-Provence, Utrecht, Chaise-Dieu, Sablé, Saint-Pétersbourg, etc.). 
Sa discographie, très importante et variée dans les styles et les époques (du baroque au jazz en passant par un Carmina Burana avec T. Hampson, N. Dessay chez EMI), a obtenu les faveurs unanimes de la critique internationale. On notera également une incursion dans le domaine de la pop/variété, avec un titre Lac de solitude sorti en 1982, sous le pseudonyme de Loris Romann. 
Passionné par la pédagogie, Gérard Lesne dirige des masterclasses à Rueil-Malmaison, siège de la résidence de son ensemble Il Seminario Musicale, mais aussi ailleurs en France comme à l’étranger.

## Prix
Gérard Lesne a reçu une dizaine de « Diapasons d'or » du magazine Diapason, de « chocs » du Monde de la Musique, plusieurs « ffff » de Télérama, un « Grand prix international Vivaldi pour la musique ancienne » de Venise, des Gramophone Awards, trois importantes Victoires de la musique classique, le prix In Honorem de l’Académie Charles-Cros pour l’ensemble de sa carrière.

## Distinctions
En 2004, Gérard Lesne a été fait chevalier des Arts et des Lettres et promu dans cet Ordre, officier depuis 2011.

## Discographie sélective
- 1979 : Cantigas de Santa María, avec Alia Musica, PolyGram, MC 5500 231.
- 1980 : Gilles Binchois : chansons, missa Ferialis, Magnificat, avec le Clemencic Consort,  Musique en Wallonie,  1 CD MEW 0209.
- 1986 : Vivaldi, Cantate Italiane e Sonata, avec Fabio Biondi au violon solo et Il Seminario Musicale, diapason d'or, chez Adda. Réédité par  Musidisc en 2001.
- 1987 : Vivaldi, Stabat Mater, Nisi Dominus... (Musique sacrée pour contralto et basse continue), avec  Il Seminario Musicale, Harmonic Records.
- 1988 : Marc-Antoine Charpentier, David et Jonathas H.490, avec Les Arts florissants, direction William Christie, (rôle de David). 2 CD Harmonia Mundi
- 1989 : ô Lusitano" Portuguese vilancetes, cantigas and romances avec "Circa 1500, Nancy Hadden direction. 1 CD Virgin classics veritas 7590712/0777 7590712 4
- 1990 : Bach, Magnificat, avec le Collegium Vocale Gent, La Chapelle royale, direction Philippe Herreweghe, Harmonia Mundi.
- 1990 : Bach, Cantates BWV21 et BWV42, avec le Collegium Vocale Gent, La Chapelle royale, direction Philippe Herreweghe, Harmonia Mundi.
- 1990 : Bach, Cantates BWV73, BWV105 et BWV131, avec le Collegium Vocale Gent, direction Philippe Herreweghe, Virgin Classics.
- 1990 : Claudio Monteverdi, Salve Regina - Motets pour 1, 2 et 3 voix, avec Il Seminario Musicale, Virgin Classics.
- 1990 : Haendel, Lucrezia, avec Il Seminario Musicale, Virgin Classics.
- 1991 : Antonio Caldara, Cantatas, Virgin Classics, réédité en 1999.
- 1991 : François Couperin, Leçons de Ténèbres du Mercredy Saint, avec Il Seminario Musicale, Harmonic Records.
- 1992 : Vivaldi, Salve Regina, avec  Fabio Biondi et Il Seminario Musicale, diapason d'or, Virgin Classics.
- 1992 : Alessandro Stradella, San Giovanni Battista, avec Les Musiciens du Louvre dirigés par Marc Minkowski, Erato.
- 1993 : Marc-Antoine Charpentier, Leçons de Ténèbres, Office du Vendredi Saint, Il Seminario Musicale, CD Virgin classics 1993. Diapason d’Or.
- 1995 : Marc-Antoine Charpentier, Leçons de Ténèbres, Office du Mercredi Saint, Il Seminario Musicale, CD Virgin classics 1995. Diapason d’or.
- 1995 : Marc-Antoine Charpentier, Leçons de Ténèbres, Office du Jeudi Saint, Il Seminario Musicale, CD Virgin classics 1995. Diapason d’or.
- 1994 : Baldassare Galuppi, Motets, avec Véronique Gens, Peter Harvey et Il Seminario Musicale, Virgin Classics.
- 1995 : Alessandro Stradella, Motets, avec Sandrine Piau et Il Seminario Musicale, Virgin Classics. Réédité en 1999 avec les cantates de Antonio Caldara, compilation Virgin classics.
- 1996 : Niccolò Jommelli, Le Lamentazioni del profeta Geremia per il mercoledì Santo, par Il Seminario Musicale sous la direction de Christophe Rousset, avec Véronique Gens, Virgin Classics.
- 1999 : Louis-Nicolas Clérambault, Philippe Courbois, Nicolas Bernier, Jean-Baptiste Stuck, Dans un bois solitaire. Cantates françaises, avec Il Seminario Musicale, Virgin Classics.
- 1999 : Alessandro Scarlatti, Stabat Mater, Salve Regina, Quae est ista, avec Sandrine Piau, Jean-François Novelli, Il Seminario musicale, Virgin.
- 2001 : Marc-Antoine Charpentier, Trois Histoires Sacrées, Mors Saülis et Jonathae H.403, Sacrificium Abrahae H.402, In circumcisione Domini  H.316, Il Seminario Musicale, CD Naive.
- 2001 : Carl Orff, Carmina Burana, avec Natalie Dessay, Thomas Hampson et l'Orchestre national du Capitole de Toulouse dirigé par Michel Plasson.
- 2002 : Famille Bach, Arias et cantates, avec Il Seminario Musicale, Naïve Records.
- 2002 : Giovanni Battista Pergolesi, Stabat Mater, avec Il Seminario Musicale et Véronique Gens, Virgin Classics.
- 2002 : Dowland Ayres, avec l'ensemble Orlando Gibbons, naïve E8881.
- 2003 : Henry Purcell, O Solitude & songs, avec Il Seminario Musicale, naïve E8882.
- 2005 : Human ?, avec Shazz et Massa, Naïve.
- 2007 : Marc-Antoine Charpentier : Orphée descendant aux enfers H.471, Epitaphium Carpentarii H.474,  douze Airs sérieux et à boire, Tristes déserts  H.469, H.467, H.455, H.445, H.463, H.456, .461, H.450, H.446, H.470, H.448, H.466 et les Stances du Cid  H.457 H.458 H.459, Il Seminario Musicale. CD Zig-Zag territoires.